# 君に逢いたかった (鶴久政治の曲)
『君に逢いたかった』（きみにあいたかった）は、鶴久政治7枚目のシングル。MASAHARU名義。1991年5月21日にポニーキャニオンよりリリース。

## 収録曲
1. 君に逢いたかった
（作詞：秋元康　作曲：鶴久政治　編曲：瀬尾一三）
NHK総合『アニメひみつの花園』イメージソング
2. 好きになってごめんね
（作詞：秋元康　作曲：鶴久政治　編曲：瀬尾一三）